# Casa al carrer Joan Castañer, 11 (Riudaura)
La Casa al carrer Joan Castañer, 11 és una obra de Riudaura (Garrotxa) inclosa a l'Inventari del Patrimoni Arquitectònic de Catalunya.

## Descripció
La casa conserva únicament d'interessant una bonica llinda situada damunt la porta principal i té la següent inscripció: "1792" i "BVS VETS". Entremig i tallant les dues inscripcions hi apareix una creu cristiana dins d'un cercle sota la qual hi ha les lletres IHS.

## Història
Riudaura és un petit nucli urbà que va néixer a l'ombra del monestir de Santa Maria. L'estructura d'alguns dels seus carrers és plenament medieval, però la majoria corresponen al segle xviii, moment en què es bastiren i remodelaren part dels habitatges que estructuren la plaça del Gambeto; durant la centúria següent es remodelaren i aixecaren de nova planta algunes de les construccions situades en els carrers que desemboquen a l'esmentada plaça.